# Samuel J. Kirkwood
Samuel J. Kirkwood (Harford megye, 1813. december 20. – Iowa City, 1894. szeptember 1.) az Amerikai Egyesült Államok szenátora (Iowa, 1866–1867 és 1877–1881).